# Kniksenprijs
De Kniksenprijs (Noors: Kniksenprisen, Engels: Kniksen Awards) is een prijs die elk jaar wordt toegekend aan de best spelende voetballers van Noorwegen.
De prijs is vernoemd naar de Noorse voetballer Roald Jensen (1943-1987), die de bijnaam Kniksen had. De genomineerden worden in twee categorieën verdeeld. De prijswinnaars worden dan uitgekozen door een jury die samengesteld is uit spelers, trainers, scheidsrechters en officials.
De prijs wordt sinds 1990 toegekend.

## Categorieën

### Categorie A
- Doelman van het jaar
- Verdediger van het jaar
- Middenvelder van het jaar
- Aanvaller van het jaar
- Scheidsrechter van hetjaar
- Jonge speler van het jaar (sinds 2006)
- Adeccoligaen-speler van het jaar (sinds 2006)

Alle prijswinnaars moeten in de hoogste divisie van Noorwegen spelen. De nationaliteit is dus niet van belang.

### Categorie B
Kniksen van het jaar
Best Noors voetballer van het jaar. De best spelende Noor van dat jaar. Deze speler hoeft niet in Noorwegen te spelen.
De Eretoekenning van Kniksen
Wordt toegekend aan een persoon of team, die een belangrijke inspanning voor het Noorse voetbal heeft geleverd. Dit wordt als de prestigieuze prijs gezien. Deze prijs werd in 2005 en 2006 niet toegekend, maar in 2007 wel weer.

## Winnaars per jaar

### 2016
- Doelman van het jaar: Piotr Leciejewski, SK Brann
- Verdediger van het jaar: Jonas Svensson, Rosenborg
- Middenvelder van het jaar: Mike Jensen, Rosenborg
- Aanvaller van het jaar: Christian Gytkjær, Rosenborg
- Coach van het jaar: Lars Arne Nilsen, SK Brann
- Scheidsrechter van het jaar: Tore Hansen, Feda
- Kniksen van het jaar: Daniel Berg Hestad, Molde
- Adeccoligaen-speler van het jaar:

### 2015
- Doelman van het jaar: Orjan Nyland, Molde
- Verdediger van het jaar: Jonas Svensson, Rosenborg
- Middenvelder van het jaar: Ole Selnæs, Rosenborg
- Aanvaller van het jaar: Alexander Søderlund, Rosenborg
- Coach van het jaar: Bob Bradley, Stabæk
- Scheidsrechter van het jaar: Svein Oddvar Moen, Haugar
- Kniksen van het jaar: Ada Hegerberg, Olympique Lyon
- Adeccoligaen-speler van het jaar: Frode Johnsen, Odd Grenland

### 2014
- Doelman van het jaar: Orjan Nyland , Molde
- Verdediger van het jaar: Martin Linnes, Molde
- Middenvelder van het jaar: Jone Samuelsen, Odd Grenland
- Aanvaller van het jaar: Vidar Örn Kjartansson, Vålerenga IF
- Coach van het jaar: Tor Ole Skullerud, Molde
- Scheidsrechter van het jaar: Svein Oddvar Moen, Haugar
- Adeccoligaen-speler van het jaar: Pål Alexander Kirkevold, Sandefjord

### 2013
- Doelman van het jaar: Adam Larsen Kwarasey, Strømsgodset IF
- Verdediger van het jaar: Lars-Christopher Vilsvik, Strømsgodset IF
- Middenvelder van het jaar: Stefan Johansen, Strømsgodset IF
- Aanvaller van het jaar: Frode Johnsen, Odd Grenland
- Coach van het jaar: Ronny Deila, Strømsgodset IF
- Adeccoligaen-speler van het jaar: Papa Alioune Ndiaye, FK Bodø/Glimt

### 2012
- Doelman van het jaar: Kenneth Udjus, Sogndal
- Verdediger van het jaar: Vegard Forren, Molde FK
- Middenvelder van het jaar: Magnus Wolff Eikrem, Molde FK
- Aanvaller van het jaar: Alexander Søderlund, Haugesund
- Coach van het jaar: Ole Gunnar Solskjær, Molde
- Scheidsrechter van het jaar: Svein Oddvar Moen, Haugar
- Kniksen van het jaar: Brede Hangeland, Fulham
- De eretoekenning van Kniksen: Nils Skutle, Rosenborg BK

### 2011
- Doelman van het jaar: Espen Bugge Pettersen, Molde
- Verdediger van het jaar: Even Hovland, Sogndal
- Middenvelder van het jaar: Michael Barrantes, Aalesund
- Aanvaller van het jaar: Nikola Djurdjic, Haugesund
- Coach van het jaar: Ole Gunnar Solskjær, Molde
- Scheidsrechter van het jaar: Svein Oddvar Moen, Haugar
- Kniksen van het jaar: Mohammed Abdellaoue, Hannover
- De eretoekenning van Kniksen: Sigurd Rushfeldt, Tromsø

### 2010
- Doelman van het jaar: Anders Lindegaard, Aalesunds FK
- Verdediger van het jaar: Tom Høgli, Tromsø
- Middenvelder van het jaar: Anthony Annan, Rosenborg
- Aanvaller van het jaar: Mohammed Abdellaoue, Vålerenga
- Coach van het jaar: Jostein Grindhaug, FK Haugesund
- Scheidsrechter van het jaar: Svein Oddvar Moen, Haugar
- Kniksen van het jaar: Anthony Annan, Rosenborg
- De eretoekenning van Kniksen: Terje Hauge, Olsvik IL

### 2009
- Doelman van het jaar: Jon Knudsen, Stabæk
- Verdediger van het jaar: Knut Olav Rindarøy, Molde
- Middenvelder van het jaar: Makhtar Thioune, Molde
- Aanvaller van het jaar: Rade Prica, Rosenborg
- Coach van het jaar: Kjell Jonevret, Molde
- Scheidsrechter van het jaar: Kristoffer Helgerud, Lier
- Kniksen van het jaar: Brede Hangeland, Fulham
- De eretoekenning van Kniksen: Karen Espelund, voormalig secretaris-generaal van Noorse voetbalbond

### 2008
- Doelman van het jaar: Eddie Gustafsson, FC Lyn Oslo
- Verdediger van het jaar: Morten Morisbak Skjønsberg, Stabæk IF
- Middenvelder van het jaar: Alanzinho, Stabæk IF
- Aanvaller van het jaar: Daniel Nannskog, Stabæk IF
- Coach van het jaar: Jan Jönsson, Stabæk IF en Geir Nordby, Røa IL
- Scheidsrechter van het jaar: Espen Berntsen, Vang
- Kniksen van het jaar: John Carew, Aston Villa
- De eretoekenning van Kniksen:  Ronny Johnsen

### 2007
- Doelman van het jaar: Håkon Opdal, SK Brann
- Verdediger van het jaar: Frode Kippe, Lillestrøm SK
- Middenvelder van het jaar: Alanzinho, Stabæk IF
- Aanvaller van het jaar: Thorstein Helstad, SK Brann
- Coach van het jaar: Mons Ivar Mjelde, SK Brann
- Scheidsrechter van het jaar: Terje Hauge, Olsvik IL
- Kniksen van het jaar: John Carew, Aston Villa
- De eretoekenning van Kniksen:  Ole Gunnar Solskjær, Manchester United

### 2006
- Doelman van het jaar: Håkon Opdal, SK Brann
- Verdediger van het jaar: Per Nilsson, Odd Grenland
- Middenvelder van het jaar: Robert Koren, Lillestrøm SK
- Aanvaller van het jaar: Steffen Iversen, Rosenborg BK
- Coach van het jaar: Knut Tørum, Rosenborg BK
- Scheidsrechter van het jaar: Tom Henning Øvrebø, Nordstrand IL
- Jonge speler van het jaar: Chinedu Obasi Ogbuke, FC Lyn Oslo
- Adeccoliga-speler van het jaar: Mattias Andersson, Strømsgodset IF
- Kniksen van het jaar: John Arne Riise, Liverpool

### 2005
- Doelman van het jaar: Arni Gautur Arason, Vålerenga IF
- Verdediger van het jaar: Bård Borgersen, IK Start
- Middenvelder van het jaar: Kristofer Hæstad, IK Start
- Aanvaller van het jaar: Ole Martin Årst, Tromsø IL
- Coach van het jaar: Tom Nordlie, IK Start
- Scheidsrechter van het jaar: Tom Henning Øvrebø, Nordstrand IL
- Kniksen van het jaar: John Carew, Lyon

### 2004
- Doelman van het jaar: Ali Al-Habsi, FC Lyn Oslo
- Verdediger van het jaar: Erik Hagen, Vålerenga IF
- Middenvelder van het jaar: Ardian Gashi, Vålerenga IF
- Aanvaller van het jaar: Alexander Ødegaard, Sogndal IL
- Coach van het jaar: Ståle Solbakken, Ham-Kam
- Scheidsrechter van het jaar: Terje Hauge, Olsvik IL
- Kniksen van het jaar: Erik Hagen, Vålerenga IF
- De eretoekenning van Kniksen: Henning Berg and Hege Riise

### 2003
- Doelman van het jaar: Espen Johnsen, Rosenborg BK
- Verdediger van het jaar: Vidar Riseth, Rosenborg BK
- Middenvelder van het jaar: Martin Andresen, Stabæk
- Aanvaller van het jaar: Harald Martin Brattbakk, Rosenborg BK
- Coach van het jaar: Øystein Gåre, FK Bodø/Glimt
- Scheidsrechter van het jaar: Tom Henning Øvrebø, Nordstrand IL
- Kniksen van het jaar: Martin Andresen, Stabæk IF
- De eretoekenning van Kniksen: Per Ravn Omdal, voorzitter Noorse voetbalbond

### 2002
- Doelman van het jaar: Erik Holtan, Odd Grenland
- Verdediger van het jaar: Tommy Berntsen, FC Lyn Oslo
- Middenvelder van het jaar: Ørjan Berg, Rosenborg BK
- Aanvaller van het jaar: Bengt Sæternes, FK Bodø/Glimt
- Coach van het jaar: Sture Fladmark, FC Lyn Oslo
- Scheidsrechter van het jaar: Tom Henning Øvrebø, Nordstrand IL
- Kniksen van het jaar: André Bergdølmo, Ajax
- De eretoekenning van Kniksen: Nils Arne Eggen, Rosenborg BK

### 2001
- Doelman van het jaar: Arni Gautur Arason, Rosenborg BK
- Verdediger van het jaar: Torgeir Bjarmann, Lillestrøm SK
- Middenvelder van het jaar: Ørjan Berg, Rosenborg BK
- Aanvaller van het jaar: Clayton Zane, Lillestrøm SK
- Coach van het jaar: Arne Erlandsen, Lillestrøm SK
- Scheidsrechter van het jaar: Tom Henning Øvrebø, Nordstrand IL
- Kniksen van het jaar: Ørjan Berg, Rosenborg BK
- De eretoekenning van Kniksen:  Bent Skammelsrud and Roar Strand, Rosenborg BK

### 2000
- Doelman van het jaar: Emile Baron, Lillestrøm SK
- Verdediger van het jaar: Erik Hoftun, Rosenborg BK
- Middenvelder van het jaar: Ørjan Berg, Rosenborg BK
- Aanvaller van het jaar: Thorstein Helstad, SK Brann
- Scheidsrechter van het jaar: Rune Pedersen, Sprint/Jeløy
- Kniksen van het jaar: Erik Mykland, 1860 München
- De eretoekenning van Kniksen: Jahn Ivar Jakobsen, Rosenborg BK en het Noorse nationale vrouwenelftal

### 1999
- Doelman van het jaar: Frode Olsen, Stabæk IF
- Verdediger van het jaar: Erik Hoftun, Rosenborg BK
- Middenvelder van het jaar: Magnus Svensson, Viking FK
- Aanvaller van het jaar: Rune Lange, Tromsø IL
- Scheidsrechter van het jaar: Rune Pedersen, Sprint/Jeløy
- Kniksen van het jaar: Henning Berg, Manchester United
- De eretoekenning van Kniksen: Nils Johan Semb, bondscoach Noorwegen en Jostein Flo, Strømsgodset IF

### 1998
- Doelman van het jaar: Frode Olsen, Stabæk IF
- Verdediger van het jaar: Erik Hoftun, Rosenborg BK
- Middenvelder van het jaar: Roar Strand, Rosenborg BK
- Aanvaller van het jaar: Sigurd Rushfeldt, Rosenborg BK
- Scheidsrechter van het jaar: Rune Pedersen, Sprint/Jeløy
- Kniksen van het jaar: Tore André Flo, Chelsea
- De eretoekenning van Kniksen: Rune Pedersen, Sprint/Jeløy

### 1997
- Doelman van het jaar: Frode Olsen, Stabæk IF
- Verdediger van het jaar: Erik Hoftun, Rosenborg BK
- Middenvelder van het jaar: Bent Skammelsrud, Rosenborg BK
- Aanvaller van het jaar: Harald Martin Brattbakk, Rosenborg BK
- Scheidsrechter van het jaar: Rune Pedersen, Sprint/Jeløy
- Kniksen van het jaar: Nils Arne Eggen, trainer-coach Rosenborg BK
- De eretoekenning van Kniksen: Rosenborg BK

### 1996
- Doelman van het jaar: Jørn Jamtfall, Rosenborg BK
- Verdediger van het jaar: Erik Hoftun, Rosenborg BK
- Middenvelder van het jaar: Trond Egil Soltvedt, Rosenborg BK
- Aanvaller van het jaar: Mons Ivar Mjelde, SK Brann
- Scheidsrechter van het jaar: Rune Pedersen, Sprint/Jeløy
- Kniksen van het jaar: Ole Gunnar Solskjær, Manchester United
- De eretoekenning van Kniksen: Erik Thorstvedt, Viking FK

### 1995
- Doelman van het jaar: Morten Bakke, Molde FK
- Verdediger van het jaar: Erik Hoftun, Rosenborg BK
- Middenvelder van het jaar: Ståle Solbakken, Lillestrøm SK
- Aanvaller van het jaar: Harald Martin Brattbakk, Rosenborg BK
- Scheidsrechter van het jaar: Rune Pedersen, Sprint/Jeløy
- Kniksen van het jaar: Hege Riise, Noorwegen
- De eretoekenning van Kniksen: Ola By Rise, Rosenborg BK

### 1994
- Doelman van het jaar: Thomas Myhre, Viking FK
- Verdediger van het jaar: Pål Lydersen, IK Start
- Middenvelder van het jaar: Erik Mykland, IK Start
- Aanvaller van het jaar: Harald Martin Brattbakk, Rosenborg BK
- Scheidsrechter van het jaar: Rune Pedersen, Sprint/Jeløy
- Kniksen van het jaar: Rune Bratseth, Werder Bremen
- De eretoekenning van Kniksen: Per Ravn Omdal, voorzitter Noorse voetbalbond en Rune Bratseth, Werder Bremen

### 1993
- Doelman van het jaar: Frode Grodås, Lillestrøm SK
- Verdediger van het jaar: Scheurde Pedersen, SK Brann
- Middenvelder van het jaar: Øyvind Leonhardsen, Rosenborg BK
- Aanvaller van het jaar: Mons Ivar Mjelde, Lillestrøm SK
- Scheidsrechter van het jaar: Roy Helge Olsen, FC Lyn Oslo
- Kniksen van het jaar: Egil „Drillo“ Olsen, bondscoach Noorwegen
- De eretoekenning van Kniksen: Noors vrouwenelftal

### 1992
- Doelman van het jaar: Ola By Rise, Rosenborg BK
- Verdediger van het jaar: Roger Nilsen, Viking FK
- Middenvelder van het jaar: Erik Mykland, IK Start
- Aanvaller van het jaar: Gøran Sørloth, Rosenborg
- Scheidsrechter van het jaar: Rune Pedersen, Sprint/Jeløy
- Kniksen van het jaar: Rune Bratseth, Werder Bremen
- De eretoekenning van Kniksen: Egil Olsen, bondscoach Noorwegen en Per Egil Ahlsen, Fredrikstad FK

### 1991
- Doelman van het jaar: Frode Grodås, Lillestrøm SK
- Verdediger van het jaar: Pål Lydersen, IK Start
- Middenvelder van het jaar: Øyvind Leonhardsen, Molde FK
- Aanvaller van het jaar: Gøran Sørloth, Rosenborg
- Scheidsrechter van het jaar: Rune Pedersen, Sprint/Jeløy
- Kniksen van het jaar: Rune Bratseth, Werder Bremen
- De eretoekenning van Kniksen: Terje Kojedal, Ham-Kam en Sverre Brandhaug, Rosenborg

### 1990
- Doelman van het jaar: Einar Rossbach, Tromsø IL
- Verdediger van het jaar: Per Ove Ludvigsen, Fyllingen Fotball
- Middenvelder van het jaar: Per Egil Ahlsen, SK Brann
- Aanvaller van het jaar: André Dahlum, Rosenborg
- Scheidsrechter van het jaar: Rune Pedersen, Sprint/Jeløy
- Kniksen van het jaar: Erik Thorstvedt, Tottenham Hotspur
- De eretoekenning van Kniksen: niet toegekend

Azerbeidzjan · België (HLN · PL) · Bosnië-Herzegovina · Bulgarije · Denemarken · Duitsland · Engeland (PFA · FWA) · Estland · Finland · Frankrijk (FF · UNFP) · Georgië · Gibraltar · Griekenland · Hongarije · Ierland · Israël · Italië · Kazachstan · Kosovo · Kroatië · Letland · Liechtenstein · Litouwen · Luxemburg · Malta · Moldavië · Nederland · Noord-Macedonië · Noorwegen · Oekraïne · Oostenrijk · Polen · Portugal (CNID · PGB) · Roemenië · Rusland ("Futbol" · "Sport-Express") · Schotland (SPFA · SFWA) · Servië · Slowakije · Sovjet-Unie · Spanje (TADS · PDB · LFP) · Tsjechië (ČMFS · KSN) · Wit-Rusland · Zweden · Zwitserland